# Phyllotreta exclamationis
Phyllotreta exclamationis is een keversoort uit de familie bladkevers (Chrysomelidae). De wetenschappelijke naam van de soort werd in 1784 gepubliceerd door Thunberg.